# Sean Lamont
Pour les articles homonymes, voir Lamont.

a Compétitions nationales et continentales officielles uniquement.

b Matchs officiels uniquement.
Dernière mise à jour le 3 décembre 2017.
Sean Fergus Lamont, né le 15 janvier 1981 à Perth (Écosse), est un joueur de rugby à XV évoluant au poste de trois-quarts aile ou de centre. Il compte 105 sélections avec l'équipe d'Écosse. Il est le frère aîné de l'international écossais Rory Lamont.

## Biographie
En 2000, Sean Lamont rejoint les équipes de jeunes du club de Rotherham Titans. En 2001, il en devient le capitaine des moins de 21. Aux Jeux du Commonwealth de 2002, il représente l'Écosse en rugby à sept. Lors de l'été 2003, il quitte les Rotherham Titans pour rejoindre Glasgow. 
Il connaît sa première cape internationale le 4 juin 2004 à l’occasion d’un match contre l'équipe des Samoa, pendant la tournée australe de l'équipe d'Écosse. Il dispute les deux matchs contre l'Australie puis il retrouve l'Australie le 6 novembre 2004 pour sa première sélection à Murrayfield : il inscrit un essai. Il participe au Tournoi des Six Nations 2005 et il est élu homme du match contre l'Italie. Lors de l'été 2005, il quitte Glasgow pour les Northampton Saints. Il y évolue jusqu'en 2009 lorsqu'il rejoint la franchise galloise des Llanelli Scarlets. Le 22 août 2011, il est retenu dans la liste des trente joueurs sélectionnés par Andy Robinson pour disputer la Coupe du monde.
Il signe en 2012 dans la province écossaise des Glasgow Warriors.
Sean Lamont apparaît dans l'édition 2007 du calendrier des Dieux du stade.

## Palmarès

### En club
- Vainqueur du Pro 12 en 2015
- Finaliste du Pro 12 en 2014

## Statistiques en équipe nationale
- 105 sélections (93 fois titulaire, 12 fois remplaçant)
- 70 points  (14 essais)
- Sélections par années : 7 en 2004, 9 en 2005, 9 en 2006, 10 en 2007, 1 en 2008, 4 en 2009, 10 en 2010, 10 en 2011, 11 en 2012, 11 en 2013, 9 en 2014, 10 en 2015, 4 en 2016
- Tournois des Six Nations disputés  : 2005, 2006, 2007, 2009, 2010, 2011, 2012, 2013, 2014, 2015, 2016

En Coupe du monde : 
- 2007 : 4 sélections (Portugal, Roumanie, Italie, Argentine)
- 2011 : 4 sélections (Roumanie, Géorgie, Argentine, Angleterre)
- 2015 : 4 sélections (Japon, Afrique du Sud, Samoa, Australie)